# The Biggest Thing Since Colossus
The Biggest Thing Since Colossus è un album di Otis Spann (con alcuni membri della band inglese dei Fleetwood Mac), pubblicato dalla Blue Horizon Records nel 1969. Il disco fu registrato nel gennaio del 1969 al Tempo Sound Studios di New York (Stati Uniti).

## Tracce
Lato A
1. My Love Depends on You – 5:16 (Otis Spann)
2. Walkin' – 2:50 (Otis Spann)
3. It Was a Big Thing – 3:22 (Otis Spann)
4. Temperature Is Rising – 6:10 (Otis Spann)
5. Dig You – 3:00 (Otis Spann)

Lato B
1. No More Doggin' – 2:56 (Rosco Gordon)
2. Ain't Nobody's Business – 5:25 (Jimmy Witherspoon)
3. She Needs Some Loving – 3:02 (Otis Spann)
4. I Need Some Air – 4:36 (Otis Spann)
5. Someday Baby – 3:02 (Otis Spann)

## Musicisti
- Otis Spann - voce, pianoforte
- Peter Green - chitarra
- Danny Kirwan - chitarra
- John McVie - basso
- S.P. Leary - batteria